# 楮紙
楮紙（こうぞがみ・榖紙（こくし/かじかみ））とは、楮の樹皮繊維を原料として漉いた紙のこと。
ただし、古くは形状あるいは性質の似た梶や桑の樹皮を用いて漉いたものも含める場合もあった。

## 概要
麻紙や斐紙に比べて美しさには劣るとされているが、丈夫であったために重要な公文書や経典・書籍など長期間の保存を要する文書の用紙として用いられて、長く和紙の代表的な存在とされてきた。檀紙・奉書紙・杉原紙などはいずれも楮を材料としており、また和傘や障子、襖の材料としても用いられている。
なお、奈良・平安時代には、高級感を出すために斐紙の原料である雁皮を混合することも行われており、『延喜式』において朝廷で用いる上紙（高級紙）である「上穀紙」の規格として楮と雁皮（斐）の等量混合したものを原料とする規定が置かれていた。
原料処理が困難な麻や栽培が困難な斐と違って、原料加工がしやすく、栽培が容易であったために山間部などの農耕が困難な土地の副業として生産が盛んになった。明治以後には三椏紙とともに日本の和紙の生産の主力となったが、第二次世界大戦後の和紙の衰退とともに生産量は減産した。

## 参考資料

### 参考URL
- “楮紙 - こうぞし”. 武蔵野美術大学 造形ファイル. 2018年2月14日閲覧。